# Skaberowate
Skaberowate (Uranoscopidae) – rodzina morskich, drapieżnych ryb okoniokształtnych (Perciformes).

## Zasięg występowania
Ocean Spokojny, Indyjski i Atlantycki.

## Cechy charakterystyczne
Duża głowa pokryta tworami kostnymi. Duży, pionowo skierowany otwór gębowy u niektórych gatunków wyposażony w kosmyk pełniący funkcję wabika. Oczy i linia boczna położone wysoko. Na pokrywach skrzelowych ostre kolce połączone z gruczołami jadowymi. U gatunków z rodzaju Astroscopus występują narządy elektryczne i nozdrza wewnętrzne ułatwiające oddychanie. Skaberowate są aktywne w dzień, prowadzą przydenny tryb życia. Zagrzebują się w dnie i polują z zasadzki. Żywią się rybami i bezkręgowcami.

## Klasyfikacja
Rodzaje zaliczane do tej rodziny:
Astroscopus — Genyagnus — Ichthyscopus — Kathetostoma — Pleuroscopus — Selenoscopus — Uranoscopus  — Xenocephalus